# 斯坦因号怪物

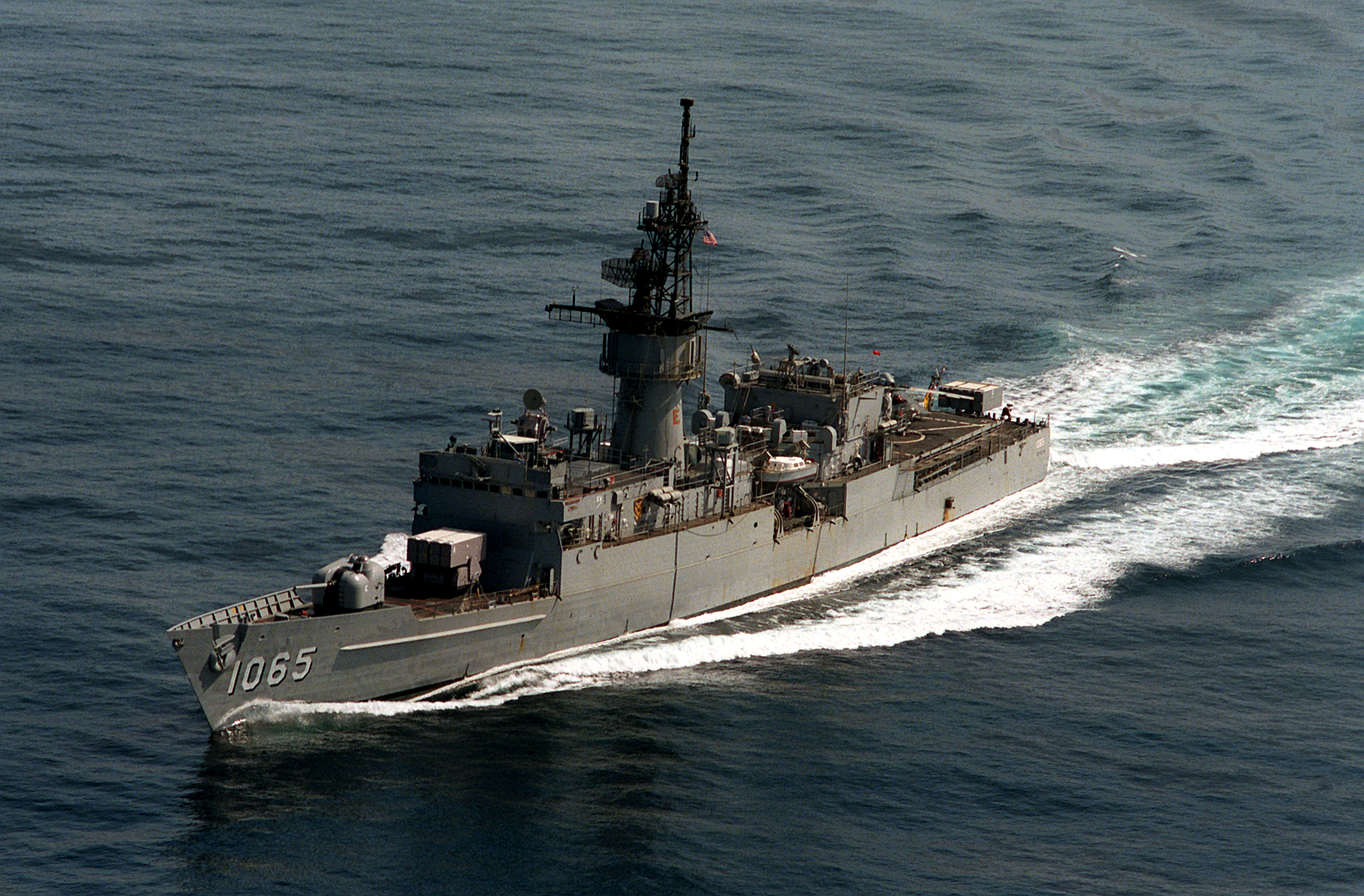
行进中的斯坦因号，摄于1987年3月。

斯坦因号怪物（英语：USS Stein Monster）是指美国海军诺克斯级护航驱逐舰斯坦因号遭遇的不明生物。1978年，斯坦因号在太平洋执行任务时遭遇不明生物攻击，并且舰艇搭载的AN/SQS-26声纳同时故障。当斯坦因号返回港口后，维修人员发现声纳圆顶的橡胶涂层遭到严重损坏，约8％的表面涂层受到切割与刮擦。在进一步检查中，维修人员在橡胶涂层中发现巨大的、类似鱿鱼的吸盘倒钩。在修理声纳系统的同时倒钩已被送往研究，而研究结论为倒钩确实属于某种巨型鱿鱼，且其根据破坏痕迹推测其体型可能在150英尺（45.72米）以上。